# Gerry Gravelle
Gérard „Gerry“ Gravelle (* 15. Dezember 1934 in Hull; † 29. Dezember 2022) war ein kanadischer Skispringer.

## Werdegang
Sein internationales Debüt gab Gravelle bei der Vierschanzentournee 1959/60. Nach Rang 36 auf der Schattenbergschanze in Oberstdorf und zwei 40. Plätzen in Garmisch-Partenkirchen und Innsbruck erreichte er mit Rang 32 auf der Paul-Außerleitner-Schanze in Bischofshofen sein bestes Einzelresultat. In der Gesamtwertung erreichte er den 29. Platz.
Wenig später bestritt er mit dem Start bei den Olympischen Winterspielen 1960 in Squaw Valley sein einziges großes Turnier. Im Einzelspringen von der Normalschanze erreichte er mit Sprüngen auf 79,5 und 72 Meter punktgleich mit Willi Egger den 34. Platz. Sein Start bei den Olympischen Spielen stand zuvor mangels finanzieller Mittel auf der Kippe. Die fehlenden finanziellen Mittel für Gravelle wurden über eine Sammelaktion bei anderen Sportlern aus Hull finanziert.

## Erfolge

### Vierschanzentournee-Platzierungen
| Saison  | Platz | Punkte |
| ------- | ----- | ------ |
| 1959/60 | 29.   | 623,6  |